# Bonmarché
Cet article possède un paronyme, voir Bon Marché (homonymie).
Bonmarché était un détaillant de vêtements basé à Wakefield (Yorkshire de l'Ouest). L'entreprise a été fondée en 1982 et a été acquise par le groupe Peacocks en juillet 2002. Le magasin de vêtements comptait plus de 380 magasins à l'échelle nationale, employait plus de 4 000 personnes et était le plus important distributeur de vêtements pour femmes à petit budget du Royaume-Uni, offrant une vaste gamme de tailles, grandes tailles notamment. Les gammes comprenaient des vêtements décontractés et formels séparés, des vêtements d'extérieur, des maillots de bain, des vêtements de nuit de lingerie et des accessoires, tous conçus pour les femmes de grande taille.

## Histoire
Bonmarché a été fondée en 1982, par Parkash Singh Chima. L'homme d'affaires Sikh est arrivé au Royaume-Uni en 1950, en provenance du Pendjab et s'est installé dans l'Ely, dans le Cambridgeshire, d'où il a lancé une entreprise de porte à porte pour vendre des vêtements.
La famille a acheté deux entreprises de vente au détail de vêtements en 1982 - Wiltex et Hartley - qui avaient vingt-six marchés intérieurs dans le nord de l'Angleterre. M. Chima a déménagé à Huddersfield et a dirigé l'entreprise avec deux de ses fils Gurchait et Gurnaik.
Le premier magasin Bonmarché a ouvert ses portes à Doncaster en 1985, et c'est le début de la chaîne qui s'est développée dans plus de trois cents magasins, un siège Grange Moor, et un chiffre d'affaires de plus de 200 millions de livres sterling. M. Chima a pris sa retraite et a laissé deux fils pour diriger l'entreprise, avant de la vendre au groupe Peacocks en juillet 2002,.
En mars 2011, il a été annoncé que Peacocks cherchait à vendre Bonmarché, et en janvier 2012, l'entreprise a été vendue pour un montant non divulgué au groupe Sun European Partners,.
En juillet 2019, la société a déclaré que le commerce de ces derniers mois était si faible qu'elle recommandait une offre de sauvetage de 5,7 millions de livres sterling du propriétaire de l'usine de laine d'Édimbourg Philip Day, moins de trois mois après son rejet . La société a été placée sous administration judiciaire le 18 octobre 2019. Les administrateurs ont déclaré qu'au départ, tous les magasins resteraient ouverts et qu'aucun licenciement n'avait encore eu lieu.